# Eugène Delâtre

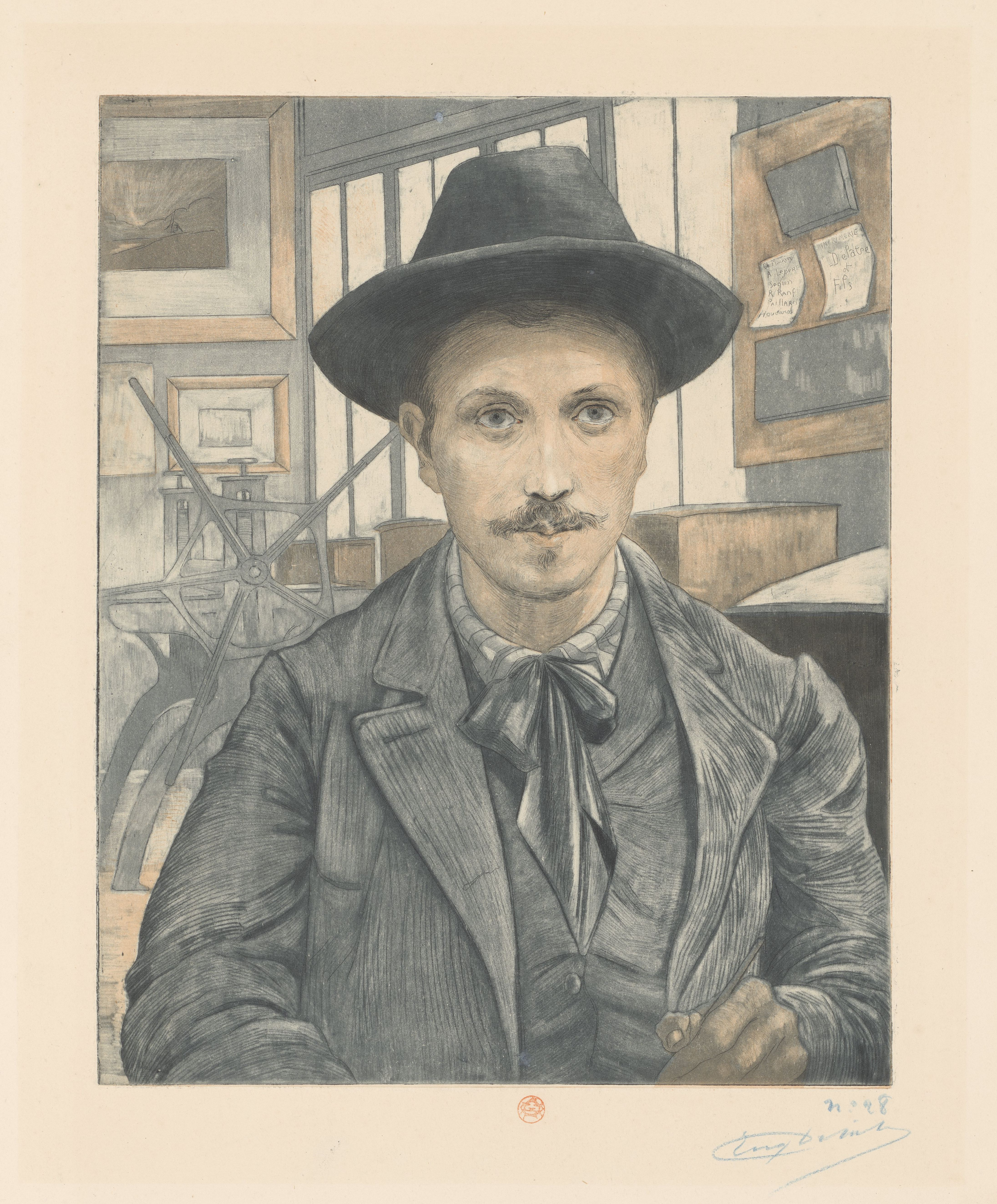
Selbstporträt des Künstlers, ca. 1894. Rijksmuseum Amsterdam

Eugène Alfred Delâtre (* 10. Dezember 1864 in Paris; † 24. September 1938 ebenda) war ein französischer Grafiker, Maler, Aquarellist und Kunstdrucker.

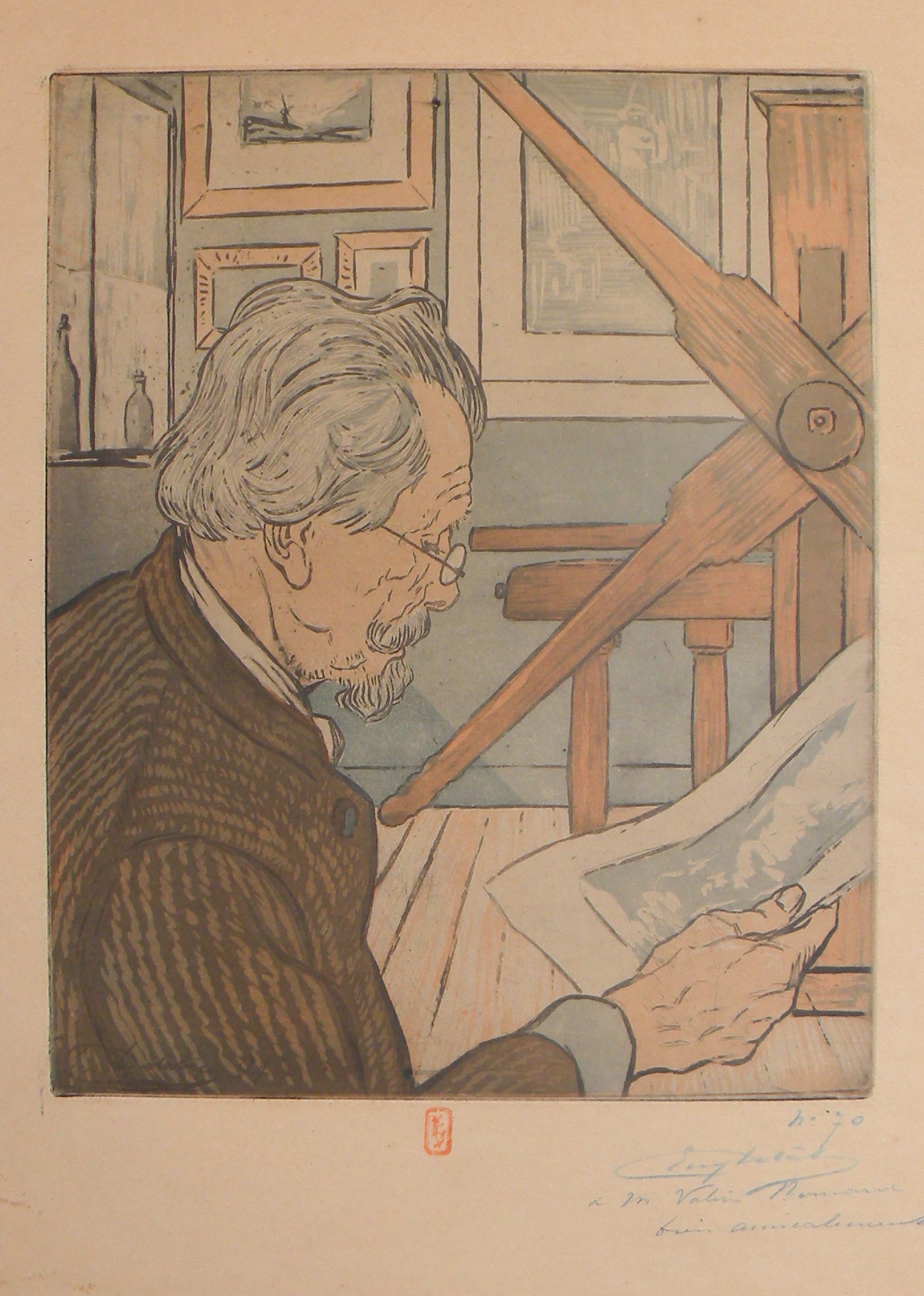
Eugène Delâtre: Porträt von Auguste Delâtre, 1894. Radierung und Aquatinta in Farbe

## Leben
Eugène Delâtre war der Sohn des Malers und Kupferstechers Auguste Delâtre. Aufgrund des Engagements seines Vaters in der Pariser Kommune musste die Familie 1871 nach London auswandern, wo sie bis 1876 blieb. Eugène wurde in der Druckerei seines Vaters in die Kunst der Druckgrafik eingeführt und erhielt zusätzlich Unterricht in Zeichnen und Aquarellmalerei bei John Lewis Brown. Nach der Rückkehr der Familie nach Paris im Jahr 1876 begann Eugène, in der Druckerei seines Vaters zu arbeiten und wurde bald dessen wichtigster Mitarbeiter.

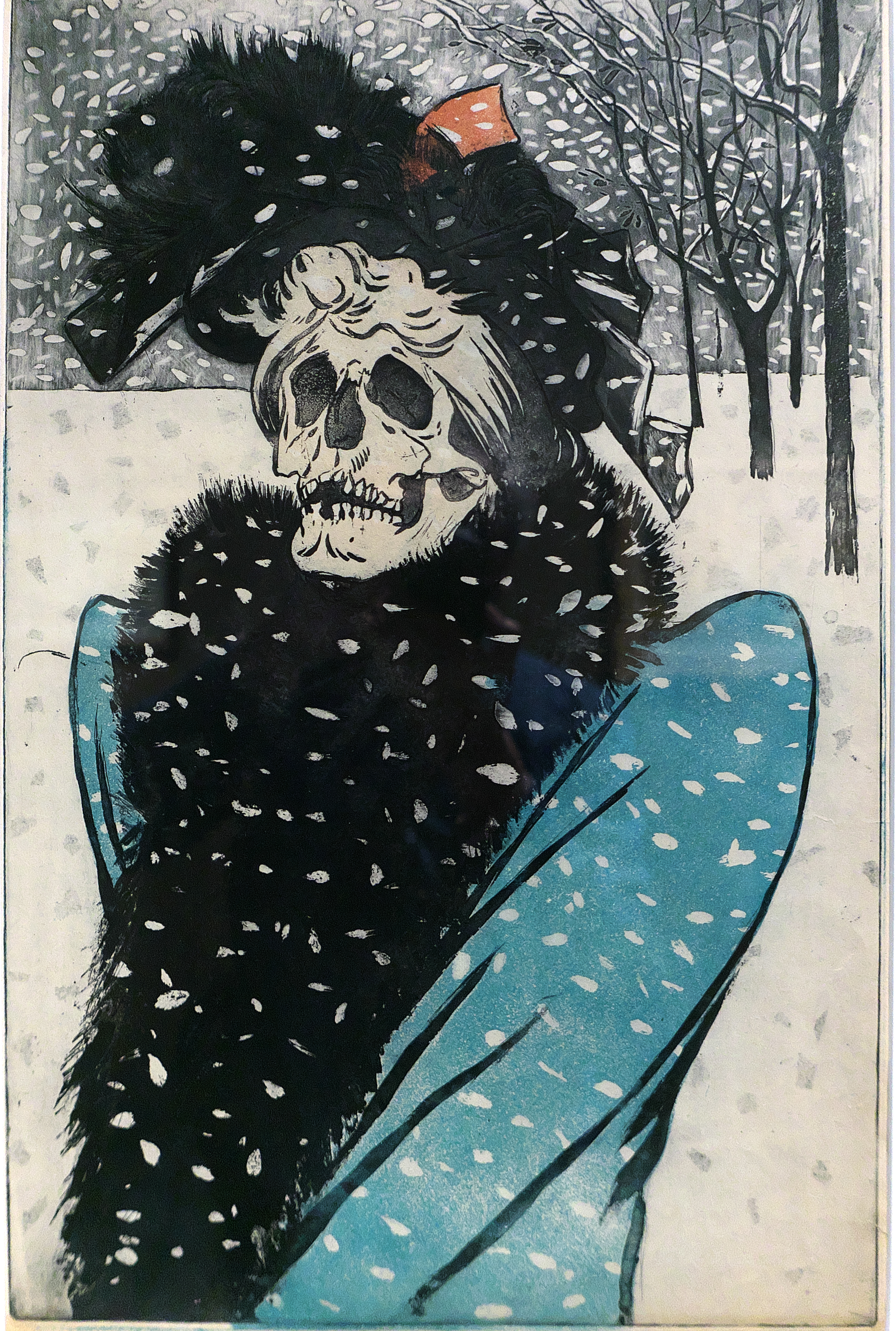
Der Tod in einer Pelzstola (Warnung vor Syphilis), ca. 1897

Von 1884 bis 1889 leistete Eugène seinen Militärdienst in Le Mans. Nach seiner Rückkehr widmete er sich intensiv seiner beruflichen Laufbahn. Neben seiner Tätigkeit als Drucker entwickelte er ein umfangreiches eigenes Werk, in dem er der Farbe große Bedeutung beimaß. Er engagierte sich auch in der Société d'Histoire et d'Archéologie du Vieux Montmartre, der er zahlreiche Werke stiftete.
In den 1890er Jahren übernahm er nach und nach die Druckerei seines Vaters. Er setzte sich für die Entwicklung der Originalradierung ein und gab Künstlern wie Jacques Beurdeley, Francis Jourdain, Francisque Poulbot und Théophile-Alexandre Steinlen Ratschläge und Privatunterricht. Er arbeitete auch mit Toulouse-Lautrec an mehreren Kaltnadelradierungen und führte Jacques Villon in die Farbaquatinta ein. Um den Künstlern ein freies Experimentieren zu ermöglichen, verkaufte er kleine, nach seinen Plänen gefertigte Druckpressen, von denen Camille Pissarro eine erwarb.
Ab 1890 spezialisierte er sich auf den Farbdruck, zu einer Zeit, als die Farbe für Maler und Kupferstecher immer attraktiver wurde. Seine ersten Experimente machte er mit Charles Maurin, wobei er mehrere Platten verwendete. Später bevorzugte er die „Encrage à la poupée“ bei der nur eine gravierte Platte benötigt wird. Die Beherrschung dieser Technik verleiht seinen Radierungen den Anschein von Aquarellen. 1904 wurde er Mitglied der neu gegründeten Société de la gravure originale en couleurs und druckte viele ihrer Publikationen.
Neben seiner Tätigkeit als Drucker schuf Eugène Delâtre etwa 600 eigene Druckplatten und experimentierte häufig mit Farbdrucken. Etwa 200 seiner Drucke sind farbig. Seine bevorzugten Themen waren Porträts und Landschaften, insbesondere Ansichten des Montmartre sowie bretonische und normannische Landschaften. Seine Werke wurden zu Lebzeiten mehrfach ausgestellt, unter anderem 1895 in der Galerie Laffitte und 1898 bei Durand-Ruel. Er war Mitglied der Société de la gravure originale en couleurs und der Société des peintres-graveurs français und stellte regelmäßig auf deren Veranstaltungen aus.

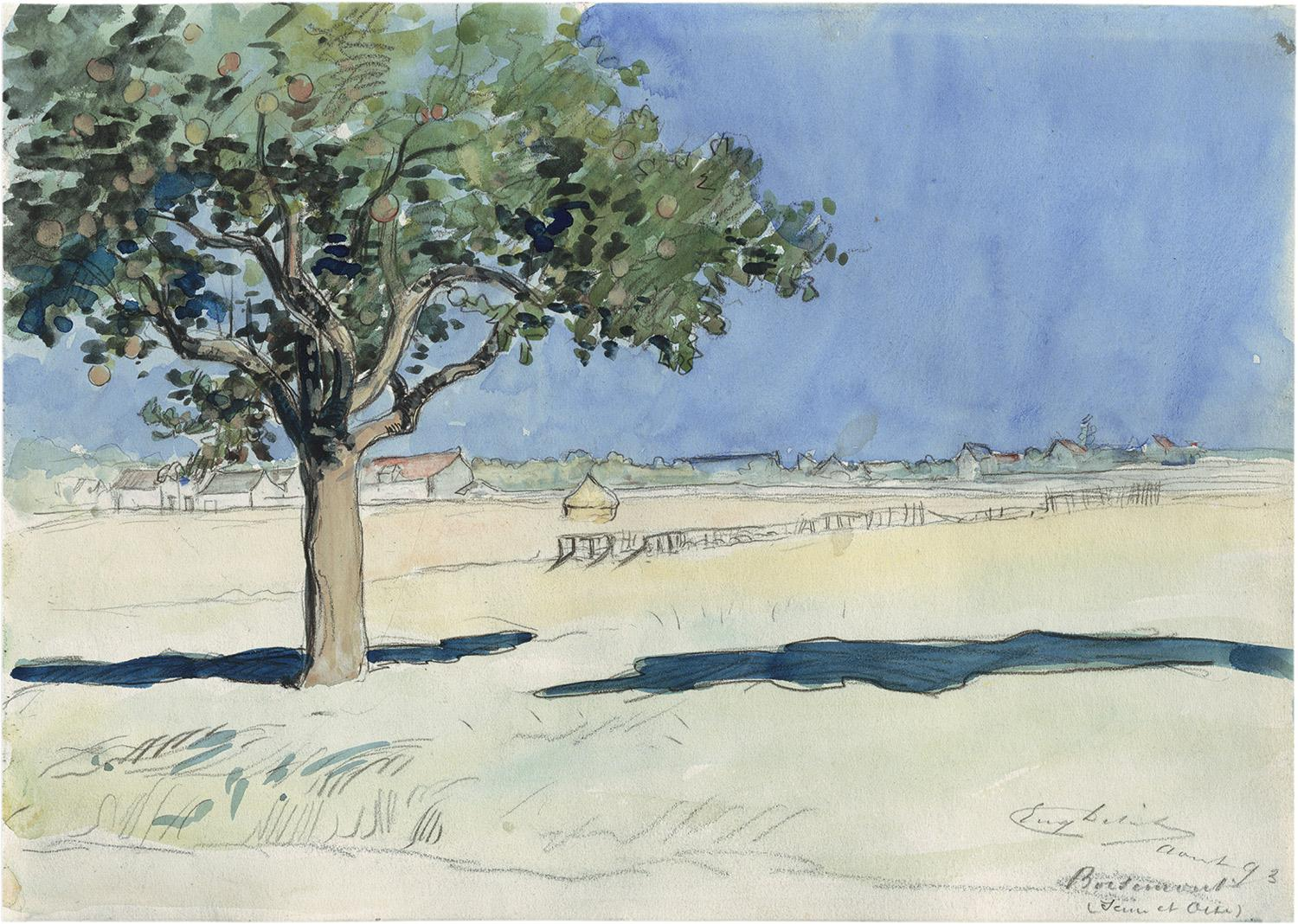
Sommerliche Wiesen bei Boisement mit einem Apfelbaum und Häusern in der Ferne, 1893

Einige seiner Arbeiten wurden in Zeitschriften wie L'Estampe und L'Estampe moderne veröffentlicht. 1898 illustriert er La Cathédrale von Joris-Karl Huysmans. Zu Beginn des 20. Jahrhunderts arbeitete er mit Künstlern der Avantgarde zusammen. Zwischen 1904 und 1911 druckte er mehrere Werke von Pablo Picasso, darunter die berühmte Radierung Le Repas frugal (1904) und die Serie Les Saltimbanques (1905). Er druckte  Radierungen von Georges Braque und Werke anderer Künstler wie Edgar Chahine und Francisque Poulbot.
Eugène Delâtre widmete sich auch der Aquarellmalerei, vor allem auf seinen Reisen durch Frankreich. Diese Werke scheinen jedoch hauptsächlich für den privaten Gebrauch bestimmt gewesen zu sein, denn nur ein Aquarell, die Ansicht eines Bauernhofs in Montmartre, wurde 1884 ausgestellt.
Eugène Delâtre starb am 24. September 1938 und wurde zunächst in Saint-Denis beigesetzt, später jedoch auf den Friedhof von Montmartre überführt.

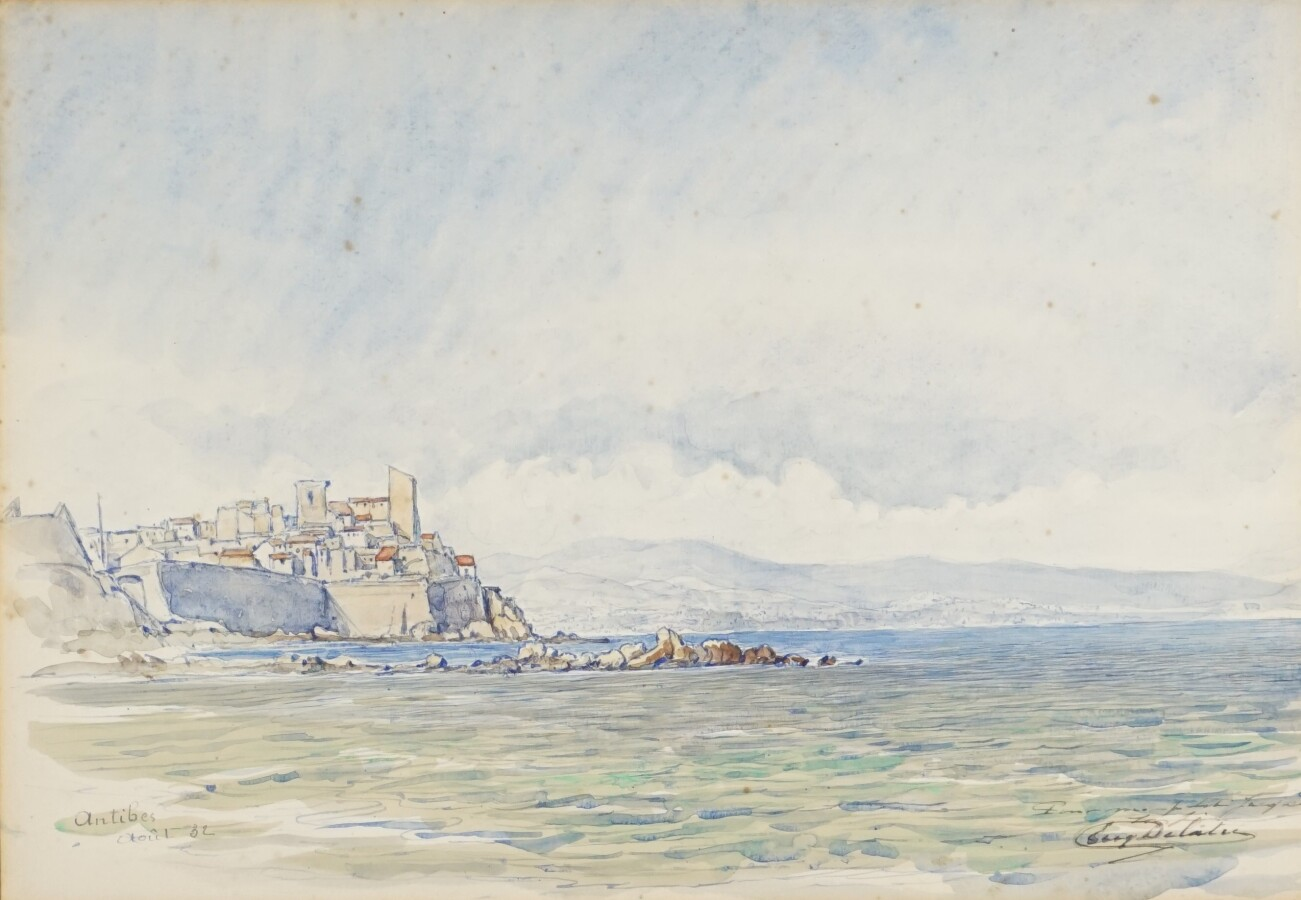
Blick auf die Stadtmauern von Antibes, 1932

Sein künstlerisches Schaffen wurde von seiner Tochter Pauline Delâtre-Remongin und seinem Neffen Camille Quesneville fortgeführt. Eine Sammlung seiner Radierungen befindet sich im Musée d’art et d’histoire Paul Eluard in Saint-Denis, das ihm und seinem Vater 2023 eine Ausstellung widmete.